# غل سفيد دولت أباد
غل سفيد دولت أباد (بالإنجليزية: Gol Sefid-e Dowlatabad)‏ هي قرية تقع في قسم تشنارود الجنوبي الريفي (مقاطعة تشادغان) في إيران. يقدر عدد سكانها بـ 92 نسمة .